# Alberto Ghibellini
Alberto Ghibellini, född 12 mars 1973 i Genua, är en italiensk vattenpolospelare. Han ingick Italiens landslag vid olympiska sommarspelen 1996 och 2000. Han är son till vattenpolospelaren Alessandro Ghibellini.
Ghibellini gjorde fem mål i OS-turneringen 1996 i Atlanta där Italien tog brons. Fyra år senare i Sydney gjorde han tre mål.
Ghibellini ingick i det italienska laget som tog EM-guld 1995 i Wien.